# Olga Wiktorowna Jawon
Olga Wiktorowna Jawon (russisch Ольга Викторовна Явон, wiss. Transliteration Ol'ga Viktorovna Javon; * 14. März 1998 in Sewastopol, Ukraine, geborene Olga Wiktorowna Schtscherbak) ist eine russische Handballspielerin, die für den russischen Erstligisten PGK ZSKA Moskau aufläuft.

## Karriere

### Im Verein
Jawon begann das Handballspielen im Alter von elf Jahren in ihrer Geburtsstadt Sewastopol. Da ihre Mannschaftskameraden alle mit rechts geworfen hatten, erlernte die Linkshänderin das Werfen mit der rechten Hand. Ein späterer Umlernversuch auf die linke Hand scheiterte. Später wechselte sie auf ein Sportinternat nach Kiew. Als sich Jawon zwischen der ukrainischen und der russischen Staatsbürgerschaft entscheiden musste, wählte sie die russische Staatsbürgerschaft, die ebenfalls ihre Eltern besitzen. Anschließend musste sie das Sportinternat verlassen. Daraufhin schloss sich die Rückraumspielerin GK Lada Toljatti an. Mit der ersten Mannschaft von Lada wurde sie in den Jahren 2017, 2018, 2019 und 2020 russische Vizemeisterin. Ab einer Knieoperation im Juli 2022 pausierte Jawon. Im November 2024 wechselte sie zu PGK ZSKA Moskau. Mit ZSKA gewann sie 2024 und 2025 die russische Meisterschaft sowie 2024 den russischen Pokal.

### In Auswahlmannschaften
Jawon gewann mit der russischen Juniorinnennationalmannschaft die Silbermedaille bei der U-19-Europameisterschaft 2017, die der Mannschaft jedoch später wegen eines Dopingverstoßes aberkannt wurde. Bei der U-20-Weltmeisterschaft 2018 belegte sie mit Russland den vierten Platz.
Jawon bestritt am 16. April 2021 ihr erstes Länderspiel für die russische A-Nationalmannschaft gegen die Türkei.